# People = Shit
 (février 2018).
Si vous disposez d'ouvrages ou d'articles de référence ou si vous connaissez des sites web de qualité traitant du thème abordé ici, merci de compléter l'article en donnant les références utiles à sa vérifiabilité et en les liant à la section « Notes et références ».
Singles de Slipknot
Left Behind
(2001) My Plague
(2002)
People = Shit est la deuxième chanson du deuxième album du groupe américain Slipknot. C'est l'une des chansons avec lesquelles le groupe et les fans s'identifient avec leurs paroles sombres et leur lourdeur. Il contient une vidéo en direct de vos DVD Disasterpieces.

## Information
Depuis sa publication, ce morceau est joué dans tous les concerts du groupe. Elle est considérée comme l'une des chansons les plus sombres, les plus dures et les plus lourdes de Slipknot, que ce soit musicalement ou bien par le message qu'elle transmet.

## Paroles
Les paroles font partie des plus sombres de Slipknot. Le groupe évoque un point de vue dans lequel le monde devient faux, où nous sommes notre pire ennemi. Shawn Crahan, percussionniste du groupe nous dit ce qui suit: "Plus je vois, plus ça me rend malade, je ne peux pas m'en empêcher, je suis né dans ce mal, j'en ai marre, et nous ne sommes plus qu'un tas de spores En tant qu'êtres humains, nous sommes fatigués de voir que la plupart des êtres humains font des erreurs, j'en ai fini avec ça, je l'ai eu, nous sommes ce que nous sommes, nous gaspillons, ruinons, corrompons et détruisons. c'est juste perdre, c'est des conneries, que les gens baisent".